# Lisa Ekdahl (musikalbum)
Lisa Ekdahl är ett studioalbum från 1994 av Lisa Ekdahl. Albumet släpptes i februari 1994 och låg etta på den svenska försäljningslistan under fem veckor.
För albumet fick hon även en Grammis i kategorin "Årets album".

## Låtlista
Alla låtar är skrivna och komponerade av Lisa Ekdahl. 
| Nr           | Titel                          | Längd |
| ------------ | ------------------------------ | ----- |
| 1.           | Öppna upp ditt fönster         | 3:47  |
| 2.           | Benen i kors                   | 3:26  |
| 3.           | I tveksamhetens tid            | 2:27  |
| 4.           | Jag skrek                      | 2:42  |
| 5.           | Åh Gud                         | 3:01  |
| 6.           | Sanningen i vitögat            | 2:26  |
| 7.           | Det är en nåd                  | 1:53  |
| 8.           | Vem vet?                       | 3:06  |
| 9.           | Jag bara vet                   | 2:41  |
| 10.          | Flyg vilda fågel               | 2:00  |
| 11.          | På jakt efter solen            | 3:37  |
| 12.          | Kunde jag vrida tiden tillbaka | 2:47  |
| 13.          | Du sålde våra hjärtan          | 4:04  |
| 14.          | Ro och Lisa                    | 0:26  |
| Total längd: | Total längd:                   | 38:23 |

## Medverkande
- Lisa Ekdahl – sång, gitarr
- Gunnar Nordén – gitarr, bas, piano, dragspel, arrangemang
- Christer Jansson – trummor, slagverk
- Bill Öhrström – munspel, congas
- Rafael Sida – slagverk
- Hector Bingert – flöjt, sopransax
- Christina Wirdegren – cello
- Ulf Adåker – trumpet
- Marianne Flynner – kör

## Listplaceringar
| Lista (1994-1996) | Topplacering |
| ----------------- | ------------ |
| Sverige           | 1            |
| Norge             | 1            |